# خط انتقال زیرزمینی

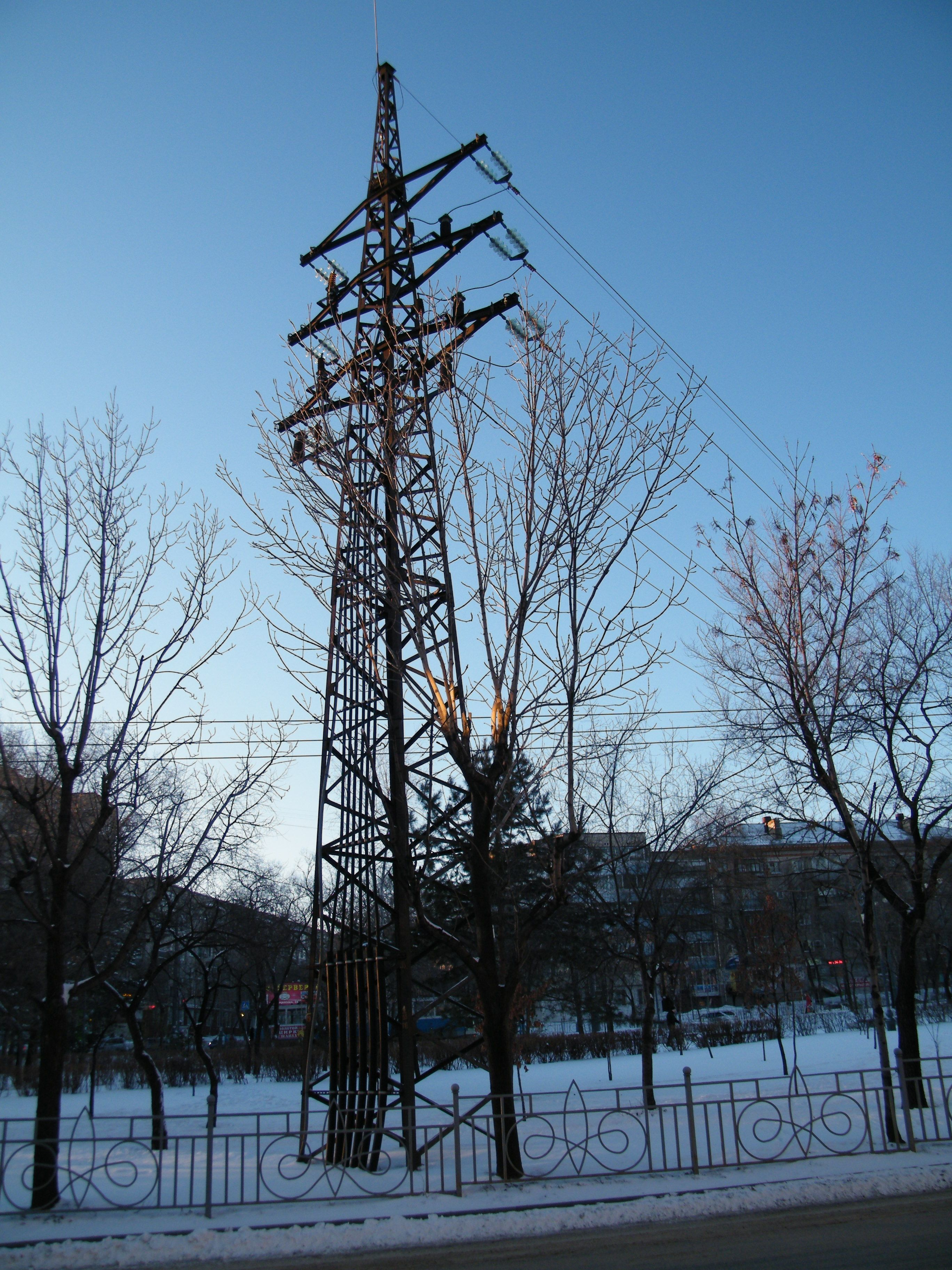
خط انتقال نیرو

در مهندسی عمران خط انتقال زیرزمینی یا زیرزمینی‌سازی (انگلیسی: Undergrounding) به تعویض کابل‌های روکار و پایه‌های برق یا مخابرات با کابل‌های زیرزمینی گفته می‌شود. این شیوه نماینگر فناوری‌های بالای کشورهای توسعه یافته است که از آتش‌سوزی و قطع برق خطوط انتقال نیرو در شرایط بروز آذرش‌ها و یا بادها یا یخبندان‌های شدید جلوگیری می‌کند. فایدهٔ دیگر آن باعث افزایش جنبه زیباشناختی منظره با حذف تیرهای برق و سیم‌های متصل در هوا می‌شود. اتصال زیرزمینی باعث افزایش هزینه‌های اولیه تأسیسات برقی سیستم توزیع می‌شود اما ممکن است که به مرور زمان و در طول کل عمر کابل‌ها هزینه‌های عملیاتی سیستم را کاهش دهد.